# Guvernul Rosen Jeleazkov
Guvernul Rosen Jeleazkov  este cel de al 105-lea și actualul guvern al Bulgariei. A fost învestit de parlament pe 16 ianuarie 2025, și este compus dintr-o coaliție formată din GERB, BSP-OL șI ITN. Guvernul este unul minoritar în parlament, acesta având sprijin la vot din partea APS, miniștri nominalizați fiind de la cele 3 formațiuni.

## Structura guvernului
| Minister                                                           | Nume              | Partid | Partid      | În funcție din   | Până la |
| ------------------------------------------------------------------ | ----------------- | ------ | ----------- | ---------------- | ------- |
| Prim-ministru                                                      | Rosen Jeleazkov   |        | GERB        | 16 ianuarie 2025 | prezent |
| Viceprim-ministru fără portofoliu                                  | Atanas Zafirov    |        | BSP         | 16 ianuarie 2025 | prezent |
| Viceprim-ministru și Ministru al Inovării și Creșterii Economice   | Tomislav Doncev   |        | GERB        | 16 ianuarie 2025 | prezent |
| Viceprim-ministru și Ministru al Transporturilor și Comunicațiilor | Grozdan Karaciov  |        | ITN         | 16 ianuarie 2025 | prezent |
| Ministrul Finanțelor                                               | Temenujka Petkova |        | GERB        | 16 ianuarie 2025 | prezent |
| Ministrul Afacerilor Interne                                       | Daniel Mitov      |        | GERB        | 16 ianuarie 2025 | prezent |
| Ministrul Afacerilor Externe                                       | Georg Georgiev    |        | GERB        | 16 ianuarie 2025 | prezent |
| Ministrul Dezvoltării Regionale și Lucrărilor Publice              | Ivan Ivanov       |        | BSP         | 16 ianuarie 2025 | prezent |
| Ministrul Muncii și Politicii Sociale                              | Borislav Gustanov |        | BSP         | 16 ianuarie 2025 | prezent |
| Ministrul Apărării Naționale                                       | Atanas Zaprianov  |        | Independent | 16 ianuarie 2025 | prezent |
| Ministrul Justiției                                                | Georgi Georgiev   |        | GERB        | 16 ianuarie 2025 | prezent |
| Ministrul Educației și Științei                                    | Krasimir Vâlcev   |        | GERB        | 16 ianuarie 2025 | prezent |
| Ministrul Sănătății                                                | Silvi Tirilov     |        | ITN         | 16 ianuarie 2025 | prezent |
| Ministrul Culturii                                                 | Marian Bacev      |        | ITN         | 16 ianuarie 2025 | prezent |
| Ministrul Mediului și Apelor                                       | Manol Ganov       |        | BSP         | 16 ianuarie 2025 | prezent |
| Ministrul Agriculturii și Mâncării                                 | Georgi Tahov      |        | Independent | 16 ianuarie 2025 | prezent |
| Ministrul Economiei și Industriei                                  | Petar Dilov       |        | ITN         | 16 ianuarie 2025 | prezent |
| Ministrul Energiei                                                 | Jeko Stankov      |        | GERB        | 16 ianuarie 2025 | prezent |
| Ministrul Guvernării Digitale                                      | Valentin Mundrov  |        | Independent | 16 ianuarie 2025 | prezent |
| Ministrul Turismului                                               | Miroslav Borșoș   |        | GERB        | 16 ianuarie 2025 | prezent |
| Ministrul Tineretului și Sportului                                 | Ivan Peșev        |        | BSP         | 16 ianuarie 2025 | prezent |